# ATP-seizoen 1997
Het ATP-seizoen in 1997 bestond uit de internationale tennistoernooien, die door de ATP en ITF werden georganiseerd in het kalenderjaar 1997.
Het speelschema omvatte:
- 76 ATP-toernooien, bestaande uit de categorieën:
  - ATP Mercedes-Benz Super 9: 9
  - ATP Championship Series: 12
  - ATP World Series: 52
  - Tennis Masters Cup: 2 (eindejaarstoernooi voor de 8 beste tennissers/dubbelteams)
  - World Team Cup: landenteamtoernooi, geen ATP-punten.
- 7 ITF-toernooien, bestaande uit de:
  - 4 grandslamtoernooien;
  - Grand Slam Cup; eindejaarstoernooi voor de 16 beste tennissers van de grandslamtoernooien
  - Davis Cup: landenteamtoernooi;
  - Hopman Cup: landenteamtoernooi voor gemengde tenniskoppels, geen ATP-punten.

In de onderstaande tabellen staat het overzicht van de ATP-toernooien, aangevuld met de grand slams en teamwedstrijden die niet door de ATP maar door de ITF worden georganiseerd.

## Legenda
| Grand Slams             |
| Tennis Masters Cup      |
| ATP Super 9             |
| ATP Championship Series |
| ATP World Series        |
| Toernooien voor teams   |

### Codering
De codering voor het aantal deelnemers.
128S/128Q/64D/32X
- 128 deelnemers aan hoofdtoernooi (S)
- 128 aan het kwalificatietoernooi (Q)
- 64 koppels in het dubbelspel (D)
- 32 koppels in het gemengd dubbel (X).

Alle toernooien worden in principe buiten gespeeld, tenzij anders vermeld.
RR = groepswedstrijden, (i) = indoor

## Speelschema

### Januari
| Week van              | Toernooi | Winnaar(s)                                     | Finalist(en)                              | Uitslag finale      |         |
| --------------------- | --- | ---------------------------------------------- | ----------------------------------------- | ------------------- | ------- |
| 30 december           | Hopman Cup Perth, Australië ITF gemengd teamcompetitie hardcourt (i) - 8 teams RR                             | Verenigde Staten Justin Gimelstob Chanda Rubin | Zuid-Afrika Wayne Ferreira Amanda Coetzer | 2-1                 | details |
| 30 december           | Australian Men's hardcourt Championships Adelaide, Australië ATP World Series $ 303.000 - hardcourt - 32S/16D | Todd Woodbridge                                | Scott Draper                              | 6-2, 6-1            | details |
| 30 december           | Australian Men's hardcourt Championships Adelaide, Australië ATP World Series $ 303.000 - hardcourt - 32S/16D | Patrick Rafter Bryan Shelton                   | Todd Woodbridge Mark Woodforde            | 6-4, 1-6, 6-3       | details |
| 30 december           | Qatar Mobil Open Doha, Qatar ATP World Series $ 600.000 - hardcourt - 32S/16D                                 | Jim Courier                                    | Tim Henman                                | 7-5, 6-7(5), 6-2    | details |
| 30 december           | Qatar Mobil Open Doha, Qatar ATP World Series $ 600.000 - hardcourt - 32S/16D                                 | Jacco Eltingh Paul Haarhuis                    | Patrik Fredriksson Magnus Norman          | 6-3, 6-2            | details |
| 6 januari             | BellSouth Open Auckland, Nieuw-Zeeland ATP World Series $ 303.000 - hardcourt - 32S/16D                       | Jonas Björkman                                 | Kenneth Carlsen                           | 7-6(0), 6-0         | details |
| 6 januari             | BellSouth Open Auckland, Nieuw-Zeeland ATP World Series $ 303.000 - hardcourt - 32S/16D                       | Ellis Ferreira Patrick Galbraith               | Rick Leach Jonathan Stark                 | 6-4, 4-6, 7-6       | details |
| 6 januari             | Sydney International Sydney, Australië ATP World Series $ 303.000 - hardcourt - 32S/16D                       | Tim Henman                                     | Carlos Moyá                               | 6-3, 6-1            | details |
| 6 januari             | Sydney International Sydney, Australië ATP World Series $ 303.000 - hardcourt - 32S/16D                       | Luis Lobo Javier Sánchez                       | Paul Haarhuis Jan Siemerink               | 6-4, 6-7, 6-3       | details |
| 13 januari 20 januari | Australian Open Melbourne, Australië Grand Slam $ 3.538.866 - hardcourt 128S/128Q/64D/32X                     | Pete Sampras                                   | Carlos Moyá                               | 6-2, 6-3, 6-3       | details |
| 13 januari 20 januari | Australian Open Melbourne, Australië Grand Slam $ 3.538.866 - hardcourt 128S/128Q/64D/32X                     | Todd Woodbridge Mark Woodforde                 | Sébastien Lareau Alex O'Brien             | 4-6, 7-5, 7-5, 6-3  | details |
| 13 januari 20 januari | Australian Open Melbourne, Australië Grand Slam $ 3.538.866 - hardcourt 128S/128Q/64D/32X                     | Manon Bollegraf Rick Leach                     | Larisa Neiland John-Laffnie de Jager      | 6-3, 6-7(5), 7-5    | details |
| 27 januari            | Croatian Indoors Zagreb, Kroatië ATP World Series $ 375.000 - tapijt(i) - 32S/16D                             | Goran Ivanišević                               | Greg Rusedski                             | 7-6(4), 4-6, 7-6(6) | details |
| 27 januari            | Croatian Indoors Zagreb, Kroatië ATP World Series $ 375.000 - tapijt(i) - 32S/16D                             | Sasa Hirszon Goran Ivanišević                  | Brent Haygarth Mark Keil                  | 6-4, 6-3            | details |
| 27 januari            | Shanghai Open Shanghai, China ATP World Series $ 305.000 - hardcourt - 32S/16D                                | Ján Krošlák                                    | Aleksandr Volkov                          | 6-2, 7-6(2)         | details |
| 27 januari            | Shanghai Open Shanghai, China ATP World Series $ 305.000 - hardcourt - 32S/16D                                | Maks Mirni Kevin Ullyett                       | Tomas Nydahl Stefano Pescosolido          | 7-6, 6-7, 7-5       | details |

### Februari
| Week van              | Toernooi | Winnaar(s)                       | Finalist(en)                     | Uitslag finale   |         |
| --------------------- | --- | -------------------------------- | -------------------------------- | ---------------- | ------- |
| 7 februari 9 februari | Davis Cup (1e ronde)                                                                                              |                                  |                                  |                  | details |
| 10 februari           | Open 13 Marseille, Frankrijk ATP World Series $ 514.250 - hardcourt (i) - 32S/16D/                                | Thomas Enqvist                   | Marcelo Ríos                     | 6-4, 1-0, opgave | details |
| 10 februari           | Open 13 Marseille, Frankrijk ATP World Series $ 514.250 - hardcourt (i) - 32S/16D/                                | Thomas Enqvist Magnus Larsson    | Olivier Delaître Fabrice Santoro | 6-3, 6-4         | details |
| 10 februari           | Dubai Tennis Open Dubai, Verenigde Arabische Emiraten ATP World Series $ 1.014.250 - hardcourt - 32S/16D          | Thomas Muster                    | Goran Ivanišević                 | 7-5, 7-6(3)      | details |
| 10 februari           | Dubai Tennis Open Dubai, Verenigde Arabische Emiraten ATP World Series $ 1.014.250 - hardcourt - 32S/16D          | Sander Groen Goran Ivanišević    | Sandon Stolle Cyril Suk          | 7-6, 6-3         | details |
| 10 februari           | Sybase Open San José, Verenigde Staten ATP World Series $ 303.000 - hardcourt (i) - 32S/16D                       | Pete Sampras                     | Greg Rusedski                    | 3-6, 5-0, opgave | details |
| 10 februari           | Sybase Open San José, Verenigde Staten ATP World Series $ 303.000 - hardcourt (i) - 32S/16D                       | Brian MacPhie Gary Muller        | Mark Knowles Daniel Nestor       | 4-6, 7-6, 7-5    | details |
| 17 februari           | The European Community Championship Antwerpen, België ATP Championship Series $ 875.000 - hardcourt (i) - 32S/16D | Marc Rosset                      | Tim Henman                       | 6-2, 7-5, 6-4    | details |
| 17 februari           | The European Community Championship Antwerpen, België ATP Championship Series $ 875.000 - hardcourt (i) - 32S/16D | David Adams Olivier Delaître     | Sandon Stolle Cyril Suk          | 3-6, 6-2, 6-1    | details |
| 17 februari           | Kroger St. Jude Memphis, Verenigde Staten ATP Championship Series $ 700.000 - hardcourt (i) - 48S/24D             | Michael Chang                    | Todd Woodbridge                  | 6-3, 6-4         | details |
| 17 februari           | Kroger St. Jude Memphis, Verenigde Staten ATP Championship Series $ 700.000 - hardcourt (i) - 48S/24D             | Ellis Ferreira Patrick Galbraith | Rick Leach Jonathan Stark        | 6-3, 3-6, 6-1    | details |
| 24 februari           | Advanta Championships Philadelphia, Verenigde Staten ATP Championship Series $ 589.250 - hardcourt (i) - 32S/16D  | Pete Sampras                     | Patrick Rafter                   | 5-7, 7-6(4), 6-3 | details |
| 24 februari           | Advanta Championships Philadelphia, Verenigde Staten ATP Championship Series $ 589.250 - hardcourt (i) - 32S/16D  | Sébastien Lareau Alex O'Brien    | Ellis Ferreira Patrick Galbraith | 6-3, 6-3         | details |
| 24 februari           | Italian Warsteiner Indoors Milaan, Italië ATP Championship Series $ 689.250 - tapijt (i) - 32S/16D                | Goran Ivanišević                 | Sergi Bruguera                   | 6-2, 6-2         | details |
| 24 februari           | Italian Warsteiner Indoors Milaan, Italië ATP Championship Series $ 689.250 - tapijt (i) - 32S/16D                | Pablo Albano Peter Nyborg        | David Adams Andrej Olchovski     | 6-4, 7-6         | details |

### Maart
| Week van          | Toernooi | Winnaar(s)                      | Finalist(en)                        | Uitslag finale     |         |
| ----------------- | --- | ------------------------------- | ----------------------------------- | ------------------ | ------- |
| 3 maart           | ABN AMRO World Tennis Tournament Rotterdam, Nederland ATP World Series $ 725.000 - hardcourt (i) - 32S/16D      | Richard Krajicek                | Daniel Vacek                        | 7-6(4), 7-6(5)     | details |
| 3 maart           | ABN AMRO World Tennis Tournament Rotterdam, Nederland ATP World Series $ 725.000 - hardcourt (i) - 32S/16D      | Jacco Eltingh Paul Haarhuis     | Libor Pimek Byron Talbot            | 7-6(5), 6-4        | details |
| 3 maart           | Franklin Templeton Tennis Classic Scottsdale, Verenigde Staten ATP World Series $ 303.000 - hardcourt - 32S/16D | Mark Philippoussis              | Richey Reneberg                     | 6-4, 7-6(4)        | details |
| 3 maart           | Franklin Templeton Tennis Classic Scottsdale, Verenigde Staten ATP World Series $ 303.000 - hardcourt - 32S/16D | Luis Lobo Javier Sánchez        | Jonas Björkman Rick Leach           | 6-3, 6-3           | details |
| 10 maart          | Copenhagen Open Kopenhagen, Denemarken ATP World Series $ 203.000 - tapijt (i) - 32S/16D                        | Thomas Johansson                | Martin Damm                         | 6-4, 3-6, 6-2      | details |
| 10 maart          | Copenhagen Open Kopenhagen, Denemarken ATP World Series $ 203.000 - tapijt (i) - 32S/16D                        | Andrej Olchovski Brett Steven   | Kenneth Carlsen Frederik Fetterlein | 6-4, 6-2           | details |
| 10 maart          | Newsweek Champions Cup Indian Wells, Verenigde Staten ATP Super 9 $ 2.050.000 - hardcourt - 56S/28Q/28D/8Q      | Michael Chang                   | Bohdan Ulihrach                     | 4-6, 6-3, 6-4, 6-3 | details |
| 10 maart          | Newsweek Champions Cup Indian Wells, Verenigde Staten ATP Super 9 $ 2.050.000 - hardcourt - 56S/28Q/28D/8Q      | Mark Knowles Daniel Nestor      | Mark Philippoussis Patrick Rafter   | 7-6, 4-6, 7-5      | details |
| 17 maart          | St. Petersburg Open Sint-Petersburg, Rusland ATP World Series $ 300.000 - tapijt(i) - 32S/16D                   | Thomas Johansson                | Renzo Furlan                        | 6-3, 6-4           | details |
| 17 maart          | St. Petersburg Open Sint-Petersburg, Rusland ATP World Series $ 300.000 - tapijt(i) - 32S/16D                   | Andrej Olchovski Brett Steven   | David Prinosil Daniel Vacek         | 6-4, 6-3           | details |
| 20 maart 24 maart | Lipton Championships Key Biscayne, Verenigde Staten ATP Super 9 $ 2.450.000 - hardcourt - 96S/48Q/48D/8Q        | Thomas Muster                   | Sergi Bruguera                      | 7-6(6), 6-3, 6-1   | details |
| 20 maart 24 maart | Lipton Championships Key Biscayne, Verenigde Staten ATP Super 9 $ 2.450.000 - hardcourt - 96S/48Q/48D/8Q        | Todd Woodbridge Mark Woodforde  | Mark Knowles Daniel Nestor          | 7-6, 7-6           | details |
| 24 maart          | Grand Prix Hassan II Casablanca, Marokko ATP World Series $ 203.000 - gravel - 32S/16D                          | Hicham Arazi                    | Franco Squillari                    | 3-6, 6-1, 6-2      | details |
| 24 maart          | Grand Prix Hassan II Casablanca, Marokko ATP World Series $ 203.000 - gravel - 32S/16D                          | João Cunha e Silva Nuno Marques | Karim Alami Hicham Arazi            | 7-6(4), 6-2        | details |

### April
| Week van        | Toernooi | Winnaar(s)                        | Finalist(en)                     | Uitslag finale   |         |
| --------------- | --- | --------------------------------- | -------------------------------- | ---------------- | ------- |
| 4 april 6 april | Davis Cup (kwartfinale)                                                                                     |                                   |                                  |                  | details |
| 7 april         | Gold Flake Open Chennai, India ATP World Series $ 405.000 - hardcourt - 32S/16D                             | Mikael Tillström                  | Alex Rădulescu                   | 6-4, 4-6, 7-5    | details |
| 7 april         | Gold Flake Open Chennai, India ATP World Series $ 405.000 - hardcourt - 32S/16D                             | Mahesh Bhupathi Leander Paes      | Oleg Ogorodov Eyal Ran           | 7-6(4), 7-5      | details |
| 7 april         | Estoril Open Estoril, Portugal ATP World Series $ 600.000 - gravel - 32S/32Q/16D/4Q                         | Àlex Corretja                     | Francisco Clavet                 | 6-3, 7-5         | details |
| 7 april         | Estoril Open Estoril, Portugal ATP World Series $ 600.000 - gravel - 32S/32Q/16D/4Q                         | Gustavo Kuerten Fernando Meligeni | Andrea Gaudenzi Filippo Messori  | 6-2, 6-2         | details |
| 7 april         | Salem Open Hongkong, Hongkong ATP World Series $ 303.000 - hardcourt - 32S/16D                              | Michael Chang                     | Patrick Rafter                   | 6-3, 6-3         | details |
| 7 april         | Salem Open Hongkong, Hongkong ATP World Series $ 303.000 - hardcourt - 32S/16D                              | Martin Damm Daniel Vacek          | Karsten Braasch Jeff Tarango     | 6-3, 6-4         | details |
| 14 april        | Japan Open Tokio, Japan ATP Championship Series $ 935.000 - hardcourt - 56S/28D                             | Richard Krajicek                  | Lionel Roux                      | 6-2, 3-6, 6-1    | details |
| 14 april        | Japan Open Tokio, Japan ATP Championship Series $ 935.000 - hardcourt - 56S/28D                             | Martin Damm Daniel Vacek          | Justin Gimelstob Patrick Rafter  | 2-6, 6-2, 7-6(4) | details |
| 14 april        | Open Seat Godó Barcelona, Spanje ATP Championship Series $ 825.000 - gravel - 56S/28D                       | Albert Costa                      | Albert Portas                    | 7-5, 6-4, 6-4    | details |
| 14 april        | Open Seat Godó Barcelona, Spanje ATP Championship Series $ 825.000 - gravel - 56S/28D                       | Alberto Berasategui Jordi Burillo | Pablo Albano Àlex Corretja       | 6-3, 7-5         | details |
| 21 april        | Eutelsat Monte Carlo Open Monte Carlo, Monaco ATP Super 9 $ 2.050.000 - gravel - 56S/28Q/28D/8Q             | Marcelo Ríos                      | Àlex Corretja                    | 6-4, 6-3, 6-3    | details |
| 21 april        | Eutelsat Monte Carlo Open Monte Carlo, Monaco ATP Super 9 $ 2.050.000 - gravel - 56S/28Q/28D/8Q             | Donald Johnson Francisco Montana  | Jacco Eltingh Paul Haarhuis      | 7-6, 2-6, 7-6(5) | details |
| 21 april        | U.S. Men's Clay Court Championships Orlando, Verenigde Staten ATP World Series $ 264.250 - gravel - 32S/16D | Michael Chang                     | Grant Stafford                   | 4-6, 6-2, 6-1    | details |
| 21 april        | U.S. Men's Clay Court Championships Orlando, Verenigde Staten ATP World Series $ 264.250 - gravel - 32S/16D | Mark Merklein Vincent Spadea      | Alex O'Brien Jeff Salzenstein    | 6-4, 4-6, 6-4    | details |
| 28 april        | BMW Open München, Duitsland ATP World Series $ 400.000 - gravel - 32S/16D                                   | Mark Philippoussis                | Àlex Corretja                    | 7-6(3), 1-6, 6-4 | details |
| 28 april        | BMW Open München, Duitsland ATP World Series $ 400.000 - gravel - 32S/16D                                   | Pablo Albano Àlex Corretja        | Karsten Braasch Jens Knippschild | 3-6, 7-5, 6-2    | details |
| 28 april        | AT&T Challenge Atlanta, Verenigde Staten ATP World Series $ 303.000- gravel - 32S/16D                       | Marcelo Filippini                 | Jason Stoltenberg                | 7-6(2), 6-4      | details |
| 28 april        | AT&T Challenge Atlanta, Verenigde Staten ATP World Series $ 303.000- gravel - 32S/16D                       | Jonas Björkman Nicklas Kulti      | Scott Davis Jones                | 6-2, 7-6(4)      | details |
| 28 april        | Paegas Czech Open Praag, Tsjechië ATP World Series $ 340.000 - gravel - 32S/16D                             | Cédric Pioline                    | Bohdan Ulihrach                  | 6-2, 5-7, 7-6(4) | details |
| 28 april        | Paegas Czech Open Praag, Tsjechië ATP World Series $ 340.000 - gravel - 32S/16D                             | Mahesh Bhupathi Leander Paes      | Petr Luxa David Škoch            | 6-1, 6-1         | details |

### Mei
| Week van      | Toernooi | Winnaar(s)                      | Finalist(en)                   | Uitslag finale      |         |
| ------------- | --- | ------------------------------- | ------------------------------ | ------------------- | ------- |
| 5 mei         | Licher German Open Hamburg, Duitsland ATP Super 9 $ 2.050.000 - gravel - 56S/28Q/28D/8Q                               | Andrej Medvedev                 | Félix Mantilla                 | 6-0, 6-4, 6-2       | details |
| 5 mei         | Licher German Open Hamburg, Duitsland ATP Super 9 $ 2.050.000 - gravel - 56S/28Q/28D/8Q                               | Luis Lobo Javier Sánchez        | Neil Broad Piet Norval         | 6-3, 7-6(4)         | details |
| 5 mei         | America's Red Clay Championships Coral Springs, Verenigde Staten ATP World Series $ 245.000 - gravel - 32S/32Q/16D/4Q | Jason Stoltenberg               | Jonas Björkman                 | 6-0, 2-6, 7-5       | details |
| 5 mei         | America's Red Clay Championships Coral Springs, Verenigde Staten ATP World Series $ 245.000 - gravel - 32S/32Q/16D/4Q | Dave Randall Greg Van Emburgh   | Luke Jensen Murphy Jensen      | 6-7(2), 6-2, 7-6(2) | details |
| 12 mei        | Internazionali BNL d'Italia Rome, Italië ATP Super 9 $ 2.050.000 - gravel - 64S/32Q/32D/8Q                            | Àlex Corretja                   | Marcelo Ríos                   | 7-5, 7-5, 6-3       | details |
| 12 mei        | Internazionali BNL d'Italia Rome, Italië ATP Super 9 $ 2.050.000 - gravel - 64S/32Q/32D/8Q                            | Mark Knowles Daniel Nestor      | Byron Black Alex O'Brien       | 6-3, 4-6, 7-5       | details |
| 19 mei        | Peugeot World Team Cup Düsseldorf, Duitsland ATP World Team Championship $ 1.900.000 - gravel - 8 teams (RR)          | Spanje                          | Australië                      | 3-0                 | details |
| 19 mei        | Internationaler Raiffeisen Grand Prix Sankt Pölten, Oostenrijk ATP World Series $ 400.000 - gravel - 32S/16D          | Marcelo Filippini               | Patrick Rafter                 | 7-6(2), 6-2         | details |
| 19 mei        | Internationaler Raiffeisen Grand Prix Sankt Pölten, Oostenrijk ATP World Series $ 400.000 - gravel - 32S/16D          | Jones Scott Melvile             | Luke Jensen Murphy Jensen      | 6-2, 7-6(6)         | details |
| 26 mei 2 juni | Roland Garros Parijs, Frankrijk Grand Slam $ 5.544.184 - gravel 128S/128Q/64D/48X                                     | Gustavo Kuerten                 | Sergi Bruguera                 | 6-3, 6-4, 6-2       | details |
| 26 mei 2 juni | Roland Garros Parijs, Frankrijk Grand Slam $ 5.544.184 - gravel 128S/128Q/64D/48X                                     | Jevgeni Kafelnikov Daniel Vacek | Woodbridge Mark Woodforde      | 7-6(12), 4-6, 6-3   | details |
| 26 mei 2 juni | Roland Garros Parijs, Frankrijk Grand Slam $ 5.544.184 - gravel 128S/128Q/64D/48X                                     | Rika Hiraki Mahesh Bhupathi     | Lisa Raymond Patrick Galbraith | 6-4, 6-1            | details |

### Juni
| Week van        | Toernooi                                                                                            | Winnaar(s)                        | Finalist(en)                      | Uitslag finale           |         |
| --------------- | --------------------------------------------------------------------------------------------------- | --------------------------------- | --------------------------------- | ------------------------ | ------- |
| 9 juni          | Stella Artois Championships Londen, Verenigd Koninkrijk ATP World Series $ 675.000 - gras - 56S/28D | Mark Philippoussis                | Goran Ivanišević                  | 7-5, 6-3                 | details |
| 9 juni          | Stella Artois Championships Londen, Verenigd Koninkrijk ATP World Series $ 675.000 - gras - 56S/28D | Mark Philippoussis Patrick Rafter | Sandon Stolle Cyril Suk           | 6-2, 4-6, 7-5            | details |
| 9 juni          | Gerry Weber Open Halle, Duitsland ATP World Series $ 875.000 - gras - 32S/16D                       | Jevgeni Kafelnikov                | Petr Korda                        | 7-6(2), 6-7(5), 7-6(7)   | details |
| 9 juni          | Gerry Weber Open Halle, Duitsland ATP World Series $ 875.000 - gras - 32S/16D                       | Karsten Braasch Michael Stich     | David Adams Marius Barnard        | 7-6(2), 6-3              | details |
| 9 juni          | XII Internazionali di Tennis CARISBO Bologna, Italië ATP World Series $ 303.000 - gravel - 32S/16D  | Félix Mantilla                    | Gustavo Kuerten                   | 4-6, 6-2, 6-1            | details |
| 9 juni          | XII Internazionali di Tennis CARISBO Bologna, Italië ATP World Series $ 303.000 - gravel - 32S/16D  | Gustavo Kuerten Fernando Meligeni | Dave Randall Jack Waite           | 6-2, 7-5                 | details |
| 16 juni         | Heineken Trophy Rosmalen, Nederland ATP World Series $ 475.000 - gras - 32S/16D                     | Richard Krajicek                  | Guillaume Raoux                   | 6-4, 7-6(7)              | details |
| 16 juni         | Heineken Trophy Rosmalen, Nederland ATP World Series $ 475.000 - gras - 32S/16D                     | Jacco Eltingh Paul Haarhuis       | Trevor Kronemann David Macpherson | 6-4, 7-5                 | details |
| 16 juni         | The Nottingham Open Nottingham, Verenigd Koninkrijk ATP World Series $ 303.000 - gras - 32S/16D     | Greg Rusedski                     | Karol Kučera                      | 6-4, 7-5                 | details |
| 16 juni         | The Nottingham Open Nottingham, Verenigd Koninkrijk ATP World Series $ 303.000 - gras - 32S/16D     | Ellis Ferreira Patrick Galbraith  | Danny Sapsford Chris Wilkinson    | 4-6, 7-6(6), 7-6(4)      | details |
| 23 juni 30 juni | Wimbledon Londen, Verenigd Koninkrijk Grand Slam £ 6.884.952- gras 128S/128Q/64D/16Q/64X            | Pete Sampras                      | Cédric Pioline                    | 6-4, 6-2, 6-4            | details |
| 23 juni 30 juni | Wimbledon Londen, Verenigd Koninkrijk Grand Slam £ 6.884.952- gras 128S/128Q/64D/16Q/64X            | Todd Woodbridge Mark Woodforde    | Jacco Eltingh Paul Haarhuis       | 7-6(4), 7-6(7), 5-7, 6-3 | details |
| 23 juni 30 juni | Wimbledon Londen, Verenigd Koninkrijk Grand Slam £ 6.884.952- gras 128S/128Q/64D/16Q/64X            | Helena Suková Cyril Suk           | Larisa Neiland Andrej Olchovski   | 4-6, 6-3, 6-4            | details |

### Juli
| Week van | Toernooi | Winnaar(s)                        | Finalist(en)                         | Uitslag finale              |         |
| -------- | --- | --------------------------------- | ------------------------------------ | --------------------------- | ------- |
| 7 juli   | Miller Lite Hall of Fame Tennis Championships Newport, Verenigde Staten ATP World Series $ 225.000 - gras - 32S/16D | Sargis Sargsian                   | Brett Steven                         | 7-6(0), 4-6, 7-5            | details |
| 7 juli   | Miller Lite Hall of Fame Tennis Championships Newport, Verenigde Staten ATP World Series $ 225.000 - gras - 32S/16D | Justin Gimelstob Brett Steven     | Kent Kinnear Aleksandar Kitinov      | 6-3, 6-4                    | details |
| 7 juli   | Investor Swedish Open Båstad, Zweden ATP World Series $ 303.000 - gravel - 32S/16D                                  | Magnus Norman                     | Juan Antonio Marín                   | 7-5, 6-2                    | details |
| 7 juli   | Investor Swedish Open Båstad, Zweden ATP World Series $ 303.000 - gravel - 32S/16D                                  | Nicklas Kulti Mikael Tillström    | Magnus Gustafsson Magnus Larsson     | 6-0, 6-3                    | details |
| 7 juli   | Rado Swiss Open Gstaad, Zwitserland ATP World Series $ 525.000 - gravel - 32S/16D                                   | Félix Mantilla                    | Juan Albert Viloca                   | 6-1, 6-4, 6-4               | details |
| 7 juli   | Rado Swiss Open Gstaad, Zwitserland ATP World Series $ 525.000 - gravel - 32S/16D                                   | Jevgeni Kafelnikov Daniel Vacek   | Trevor Kronemann David Macpherson    | 4-6, 7-6, 6-3               | details |
| 14 juli  | Mercedes Cup Stuttgart, Duitsland ATP Championship Series $ 915.000 - gravel - 48S/24D                              | Àlex Corretja                     | Karol Kučera                         | 6-2, 7-5                    | details |
| 14 juli  | Mercedes Cup Stuttgart, Duitsland ATP Championship Series $ 915.000 - gravel - 48S/24D                              | Gustavo Kuerten Fernando Meligeni | Donald Johnson Francisco Montana     | 6-4, 6-4                    | details |
| 14 juli  | Legg Mason Tennis Classic Washington, Verenigde Staten ATP Championship Series $ 550.000 - hardcourt - 56S/28D      | Michael Chang                     | Petr Korda                           | 5-7, 6-2, 6-1               | details |
| 14 juli  | Legg Mason Tennis Classic Washington, Verenigde Staten ATP Championship Series $ 550.000 - hardcourt - 56S/28D      | Luke Jensen Murphy Jensen         | Neville Godwin Fernon Wibier         | 6-4, 6-4                    | details |
| 21 juli  | Generali Open Kitzbühel, Oostenrijk ATP World Series $ 500.000 - gravel - 48S/24Q/24D/4Q                            | Filip Dewulf                      | Julián Alonso                        | 7-6(2), 6-4, 6-1            | details |
| 21 juli  | Generali Open Kitzbühel, Oostenrijk ATP World Series $ 500.000 - gravel - 48S/24Q/24D/4Q                            | Wayne Arthurs Richard Fromberg    | Thomas Buchmayer Thomas Strengberger | 6-4, 6-3                    | details |
| 21 juli  | Infiniti Open Los Angeles, Verenigde Staten ATP World Series $ 303.000 - hardcourt - 32S/16D                        | Jim Courier                       | Thomas Enqvist                       | 6-4, 6-4                    | details |
| 21 juli  | Infiniti Open Los Angeles, Verenigde Staten ATP World Series $ 303.000 - hardcourt - 32S/16D                        | Sébastien Lareau Alex O'Brien     | Mahesh Bhupathi Rick Leach           | 7-6(2), 6-4                 | details |
| 21 juli  | International Championship of Croatia Umag, Kroatië ATP World Series $ 375.000 - gravel - 32S/16D                   | Félix Mantilla                    | Sergi Bruguera                       | 6-3, 7-5                    | details |
| 21 juli  | International Championship of Croatia Umag, Kroatië ATP World Series $ 375.000 - gravel - 32S/16D                   | Dinu Pescariu Davide Sanguinetti  | Dominik Hrbatý Karol Kučera          | 7-6, 6-4                    | details |
| 28 juli  | Grolsch Open Amsterdam, Nederland ATP World Series $ 475.000 - gravel - 32S/16D                                     | Ctislav Doseděl                   | Carlos Moyá                          | 7-6(4), 7-6(5), 6-7(4), 6-2 | details |
| 28 juli  | Grolsch Open Amsterdam, Nederland ATP World Series $ 475.000 - gravel - 32S/16D                                     | Paul Kilderry Nicolás Lapentti    | Andrew Kratzmann Libor Pimek         | 3-6, 7-5, 7-6               | details |
| 28 juli  | du Maurier Open Montreal, Canada ATP Super 9 $ 2.050.000 - hardcourt - 56S/28Q/28D/8Q                               | Chris Woodruff                    | Gustavo Kuerten                      | 7-5, 4-6, 6-3               | details |
| 28 juli  | du Maurier Open Montreal, Canada ATP Super 9 $ 2.050.000 - hardcourt - 56S/28Q/28D/8Q                               | Mahesh Bhupathi Leander Paes      | Sébastien Lareau Alex O'Brien        | 7-6, 6-3                    | details |

### Augustus
| Week van                | Toernooi | Winnaar(s)                       | Finalist(en)                      | Uitslag finale     |         |
| ----------------------- | --- | -------------------------------- | --------------------------------- | ------------------ | ------- |
| 4 augustus              | Great American Insurance ATP Championship Cincinnati, Verenigde Staten ATP Super 9 $ 2.050.000 - hardcourt - 56S/28Q/28D/8Q | Pete Sampras                     | Thomas Muster                     | 6-3, 6-4           | details |
| 4 augustus              | Great American Insurance ATP Championship Cincinnati, Verenigde Staten ATP Super 9 $ 2.050.000 - hardcourt - 56S/28Q/28D/8Q | Todd Woodbridge Mark Woodforde   | Mark Philippoussis Patrick Rafter | 7-6(6), 4-6, 6-4   | details |
| 4 augustus              | Internazionali di Tennis di San Marino San Marino, San Marino ATP World Series $ 275.000 - gravel - 32S/16D                 | Félix Mantilla                   | Magnus Gustafsson                 | 6-4, 6-1           | details |
| 4 augustus              | Internazionali di Tennis di San Marino San Marino, San Marino ATP World Series $ 275.000 - gravel - 32S/16D                 | Cristian Brandi Filippo Messori  | Brandon Coupe David Roditi        | 7-5, 6-4           | details |
| 11 augustus             | RCA Championships Indianapolis, Verenigde Staten ATP Championship Series $ 915.000 - hardcourt - 56S/28Q/28D                | Jonas Björkman                   | Carlos Moyá                       | 6-3, 7-6(3)        | details |
| 11 augustus             | RCA Championships Indianapolis, Verenigde Staten ATP Championship Series $ 915.000 - hardcourt - 56S/28Q/28D                | Michael Tebbutt Mikael Tillström | Jonas Björkman Nicklas Kulti      | 6-3, 6-2           | details |
| 11 augustus             | Pilot Pen International New Haven, Verenigde Staten ATP Championship Series $ 915.000 - hardcourt - 56S/28Q/28D/8Q          | Jevgeni Kafelnikov               | Patrick Rafter                    | 7-6(4), 6-4        | details |
| 11 augustus             | Pilot Pen International New Haven, Verenigde Staten ATP Championship Series $ 915.000 - hardcourt - 56S/28Q/28D/8Q          | Mahesh Bhupathi Leander Paes     | Sébastien Lareau Alex O'Brien     | 6-4, 6-7(2), 6-2   | details |
| 18 augustus             | Waldbaum's Hamlet Cup Long Island, Verenigde Staten ATP World Series $ 303.000 - hardcourt - 32S/32Q/16D                    | Carlos Moyá                      | Patrick Rafter                    | 6-4, 7-6(1)        | details |
| 18 augustus             | Waldbaum's Hamlet Cup Long Island, Verenigde Staten ATP World Series $ 303.000 - hardcourt - 32S/32Q/16D                    | Marcos Ondruska David Prinosil   | Mark Keil T.J. Middleton          | 6-4, 6-4           | details |
| 18 augustus             | US Pro Tennis Championships Boston, Verenigde Staten ATP World Series $ 303.000 - hardcourt - 32S/32Q/16D                   | Sjeng Schalken                   | Marcelo Ríos                      | 7-5, 6-3           | details |
| 18 augustus             | US Pro Tennis Championships Boston, Verenigde Staten ATP World Series $ 303.000 - hardcourt - 32S/32Q/16D                   | Jacco Eltingh Paul Haarhuis      | Dave Randall Jack Waite           | 6-4, 6-2           | details |
| 25 augustus 1 september | US Open New York, Verenigde Staten Grand Slam $ 5.152.000 - hardcourt 128S/128Q/64D/16Q/32X                                 | Patrick Rafter                   | Greg Rusedski                     | 6-3, 6-2, 4-6, 7-5 | details |
| 25 augustus 1 september | US Open New York, Verenigde Staten Grand Slam $ 5.152.000 - hardcourt 128S/128Q/64D/16Q/32X                                 | Jevgeni Kafelnikov Daniel Vacek  | Jonas Björkman Nicklas Kulti      | 7-6(8), 6-3        | details |
| 25 augustus 1 september | US Open New York, Verenigde Staten Grand Slam $ 5.152.000 - hardcourt 128S/128Q/64D/16Q/32X                                 | Manon Bollegraf Rick Leach       | Mercedes Paz Pablo Albano         | 3-6, 7-5, 7-6(3)   | details |

### September
| Week van                  | Toernooi                                                                                                 | Winnaar(s)                         | Finalist(en)                      | Uitslag finale        |         |
| ------------------------- | --- | ---------------------------------- | --------------------------------- | --------------------- | ------- |
| 8 september               | Marbella Open Marbella, Spanje ATP World Series $ 303.000 - gravel - 32S/16D                             | Albert Costa                       | Alberto Berasategui               | 6-3 ,6-2              | details |
| 8 september               | Marbella Open Marbella, Spanje ATP World Series $ 303.000 - gravel - 32S/16D                             | Karim Alami Julián Alonso          | Alberto Berasategui Jordi Burillo | 4-6, 6-3, 6-0         | details |
| 8 september               | The Samsung Open Bournemouth, Verenigd Koninkrijk ATP World Series $ 375.000 - gravel - 32S/16D          | Félix Mantilla                     | Carlos Moyá                       | 6-2, 6-2              | details |
| 8 september               | The Samsung Open Bournemouth, Verenigd Koninkrijk ATP World Series $ 375.000 - gravel - 32S/16D          | Kent Kinnear Aleksandar Kitinov    | Alberto Martín Chris Wilkinson    | 7-6(7), 6-2           | details |
| 8 september               | President's Cup Tasjkent, Oezbekistan ATP World Series $ 328.000 - hardcourt - 32S/16D                   | Tim Henman                         | Marc Rosset                       | 7-6(2), 6-4           | details |
| 8 september               | President's Cup Tasjkent, Oezbekistan ATP World Series $ 328.000 - hardcourt - 32S/16D                   | Vincenzo Santopadre Vincent Spadea | Hicham Arazi Eyal Ran             | 6-4, 6-7(5), 6-0      | details |
| 19 september 21 september | Davis Cup (halve finale)                                                                                 |                                    |                                   |                       | details |
| 22 september              | Romanian Open Boekarest, Roemenië ATP World Series $ 475.000 - gravel - 32S/16D                          | Richard Fromberg                   | Andrea Gaudenzi                   | 6-1, 7-6(2)           | details |
| 22 september              | Romanian Open Boekarest, Roemenië ATP World Series $ 475.000 - gravel - 32S/16D                          | Luis Lobo Javier Sánchez           | Hendrik Jan Davids Daniel Orsanic | 7-5, 7-5              | details |
| 22 september              | Grand Prix de Tennis de Toulouse Toulouse, Frankrijk ATP World Series $ 375.000 - hardcourt (i)- 32S/16D | Nicolas Kiefer                     | Mark Philippoussis                | 7-5, 5-7, 6-4         | details |
| 22 september              | Grand Prix de Tennis de Toulouse Toulouse, Frankrijk ATP World Series $ 375.000 - hardcourt (i)- 32S/16D | Jacco Eltingh Paul Haarhuis        | Jean-Philippe Fleurian Maks Mirni | 6-3, 7-6(6)           | details |
| 22 september              | Compaq Grand Slam Cup München, Duitsland $ 6.000.000 - hardcourt (i) - 16S                               | Pete Sampras                       | Patrick Rafter                    | 6-2, 6-4, 7-5         | details |
| 29 september              | China Open Peking, China ATP World Series $ 303.000 - hardcourt - 32S/16D                                | Jim Courier                        | Magnus Gustafsson                 | 7-6(10), 3-6, 6-3     | details |
| 29 september              | China Open Peking, China ATP World Series $ 303.000 - hardcourt - 32S/16D                                | Mahesh Bhupathi Leander Paes       | Jim Courier Alex O'Brien          | 7-5, 7-6(7)           | details |
| 29 september              | Davidoff Swiss Indoors Bazel, Zwitserland ATP World Series $ 975.000 - tapijt (i) - 32S/323Q/16D/4Q      | Greg Rusedski                      | Mark Philippoussis                | 6-3, 7-6(6), 7-6(3)   | details |
| 29 september              | Davidoff Swiss Indoors Bazel, Zwitserland ATP World Series $ 975.000 - tapijt (i) - 32S/323Q/16D/4Q      | Tim Henman Marc Rosset             | Karsten Braasch Jim Grabb         | 7-6(2),6-7(2), 7-6(4) | details |
| 29 september              | Campionati Internazionali di Sicilia Palermo, Italië ATP World Series $ 303.000 - gravel - 32S/32Q/16D   | Alberto Berasategui                | Dominik Hrbatý                    | 6-4, 6-2              | details |
| 29 september              | Campionati Internazionali di Sicilia Palermo, Italië ATP World Series $ 303.000 - gravel - 32S/32Q/16D   | Andrew Kratzmann Libor Pimek       | Hendrik Jan Davids Daniel Orsanic | 3-6, 6-3, 7-6(6)      | details |

### Oktober
| Week van   | Toernooi                                                                                               | Winnaar(s)                       | Finalist(en)                       | Uitslag finale                |         |
| ---------- | --- | -------------------------------- | ---------------------------------- | ----------------------------- | ------- |
| 6 oktober  | Heineken Open Singapore Singapore, Singapore ATP Championship Series $ 550.000 - hardcourt (i) 32S/16D | Magnus Gustafsson                | Nicolas Kiefer                     | 4-6, 6-3, 6-3                 | details |
| 6 oktober  | Heineken Open Singapore Singapore, Singapore ATP Championship Series $ 550.000 - hardcourt (i) 32S/16D | Mahesh Bhupathi Leander Paes     | Rick Leach Jonathan Stark          | 6-4, 6-4                      | details |
| 6 oktober  | CA Tennis Trophy Wenen, Oostenrijk ATP Championship Series $ 675.000 - tapijt (i) - 32S/16D            | Goran Ivanišević                 | Greg Rusedski                      | 3-6, 6-7(4), 7-6(4), 6-2, 6-3 | details |
| 6 oktober  | CA Tennis Trophy Wenen, Oostenrijk ATP Championship Series $ 675.000 - tapijt (i) - 32S/16D            | Ellis Ferreira Patrick Galbraith | Marc-Kevin Goellner David Prinosil | 6-3, 6-4                      | details |
| 13 oktober | Grand Prix de Tennis de Lyon Lyon, Frankrijk ATP World Series $ 725.000 - tapijt (i)- 32S/16D          | Fabrice Santoro                  | Tommy Haas                         | 6-4, 6-4                      | details |
| 13 oktober | Grand Prix de Tennis de Lyon Lyon, Frankrijk ATP World Series $ 725.000 - tapijt (i)- 32S/16D          | Ellis Ferreira Patrick Galbraith | Olivier Delaître Fabrice Santoro   | 3-6, 6-2, 6-4                 | details |
| 13 oktober | IPB Czech Indoor Ostrava, Tsjechië ATP World Series $ 975.000 - tapijt (i)- 32S/16D                    | Karol Kučera                     | Magnus Norman                      | 6-2, opgave                   | details |
| 13 oktober | IPB Czech Indoor Ostrava, Tsjechië ATP World Series $ 975.000 - tapijt (i)- 32S/16D                    | Jiří Novák David Rikl            | Donald Johnson Francisco Montana   | 6-2, 6-4                      | details |
| 20 oktober | Abierto Mexicano de Tenis Mexico, Mexico ATP World Series $ 305.000 - tapijt (i) - 32S/16D             | Francisco Clavet                 | Juan Albert Viloca                 | 6-4, 7-6(7)                   | details |
| 20 oktober | Abierto Mexicano de Tenis Mexico, Mexico ATP World Series $ 305.000 - tapijt (i) - 32S/16D             | Nicolás Lapentti Daniel Orsanic  | Luis Herrera Mariano Sanchez       | 4-6, 6-3, 7-6(5)              | details |
| 20 oktober | Eurocard Open Stuttgart, Duitsland ATP Super 9 $ 2.050.000 - hardcourt (i) - 48S/24Q/24D               | Petr Korda                       | Richard Krajicek                   | 7-6(6), 6-2, 6-4              | details |
| 20 oktober | Eurocard Open Stuttgart, Duitsland ATP Super 9 $ 2.050.000 - hardcourt (i) - 48S/24Q/24D               | Todd Woodbridge Mark Woodforde   | Rick Leach Jonathan Stark          | 6-3, 6-3                      | details |
| 27 oktober | Paris Open Parijs, Frankrijk ATP Super 9 $ 2,300,000 - tapijt (i) - 48S/24Q/24D                        | Pete Sampras                     | Jonas Björkman                     | 6-3, 4-6, 6-3, 6-1            | details |
| 27 oktober | Paris Open Parijs, Frankrijk ATP Super 9 $ 2,300,000 - tapijt (i) - 48S/24Q/24D                        | Jacco Eltingh Paul Haarhuis      | Rick Leach Jonathan Stark          | 6-2, 7-6(8)                   | details |
| 27 oktober | Cerverza Club Colombia Open Bogota, Colombia ATP World Series $ 303,000 - gravel - 32S/16D             | Francisco Clavet                 | Nicolás Lapentti                   | 6-3, 6-3                      | details |
| 27 oktober | Cerverza Club Colombia Open Bogota, Colombia ATP World Series $ 303,000 - gravel - 32S/16D             | Luis Lobo Fernando Meligeni      | Karim Alami Maurice Ruah           | 6-1, 6-3                      | details |

### November
| Week van                | Toernooi                                                                                           | Winnaar(s)                          | Finalist(en)                     | Uitslag finale        |         |
| ----------------------- | -------------------------------------------------------------------------------------------------- | ----------------------------------- | -------------------------------- | --------------------- | ------- |
| 3 november              | Kremlin Cup Moskou, Rusland ATP World Series $ 1.125.000 - tapijt (i) - 32S/16D                    | Jevgeni Kafelnikov                  | Petr Korda                       | 7-6(2), 6-4           | details |
| 3 november              | Kremlin Cup Moskou, Rusland ATP World Series $ 1.125.000 - tapijt (i) - 32S/16D                    | Martin Damm Cyril Suk               | David Adams Fabrice Santoro      | 6-4, 6-3              | details |
| 3 november              | Scania Stockholm Open Stockholm, Zweden ATP World Series $ 800.000 - hardcourt (i) - 32S/16D       | Jonas Björkman                      | Jan Siemerink                    | 3-6, 7-6(2), 6-2, 6-4 | details |
| 3 november              | Scania Stockholm Open Stockholm, Zweden ATP World Series $ 800.000 - hardcourt (i) - 32S/16D       | Marc-Kevin Goellner Richey Reneberg | Ellis Ferreira Patrick Galbraith | 6-3, 3-6, 7-6(4)      | details |
| 3 november              | Hellmann's Cup Santiago, Chili World Series $ 303.000 - gravel - 32S/16D                           | Julián Alonso                       | Marcelo Ríos                     | 6-2, 6-1              | details |
| 3 november              | Hellmann's Cup Santiago, Chili World Series $ 303.000 - gravel - 32S/16D                           | Hendrik Jan Davids Andrew Kratzmann | Julián Alonso Nicolás Lapentti   | 7-6(7), 5-7, 6-4      | details |
| 10 november             | Tennis Masters Cup Hannover, Duitsland Tennis Masters Cup $ 3.300.000 - hardcourt (i) - 8S (RR)    | Pete Sampras                        | Jevgeni Kafelnikov               | 6-3, 6-2, 6-2         | details |
| 17 november             | Doubles Championship Hartford, Verenigde Staten Tennis Masters Cup $ 500.000 - hardcourt - 8D (RR) | Rick Leach Jonathan Stark           | Mahesh Bhupathi Leander Paes     | 6-3, 6-4, 7-6(3)      | details |
| 28 november 30 november | Davis Cup (finale)                                                                                 | Zweden                              | Verenigde Staten                 | 5-0                   | details |

## Statistieken toernooien

### Toernooien per ondergrond
| Ondergrond   | Aantal | Buiten/binnen | Aantal |
| ------------ | ------ | ------------- | ------ |
| Hardcourt    | 38     | Buiten        | 24     |
| Hardcourt    | 38     | Binnen        | 14     |
| Gravel       | 28     | Buiten        | 28     |
| Gravel       | 28     | Binnen        | 0      |
| Tapijt       | 10     | Binnen        | 10     |
| Gras         | 6      | Buiten        | 6      |
| Verschillend | 1      | Verschillend  | 1      |
| Totaal       | 83     |               |        |

### Best of five finales enkelspel
| Categorie               | Aantal |
| ----------------------- | ------ |
| Grand Slams             | 4/4    |
| Tennis Masters Cup      | 1/1    |
| ATP Super 9             | 7/9    |
| ATP Championship Series | 3/12   |
| ATP World Series        | 5/52   |
| World Team Cup          | 0/1    |
| ITF evenementen         | 2/3    |
| Totaal                  | 22/82  |